# Seongnam Football Club
Seongnam FC (em coreano: 성남FC), antigo Seongnam Ilhwa Chunma, é um clube de futebol da Primeira Divisão da Coreia do Sul, conhecida como K-League (em coreano: K리그1, em inglês: K–League1).

## História
É o recordista de títulos no campeonato sul-coreano. Porém, as suas maiores conquistas são os títulos da Liga dos Campeões da AFC, principal torneio interclubes do continente, em 1996 e 2010. Em 1996, o clube também venceu a Supercopa Asiática.
Em dezembro de 2010,disputou a Mundial de Clubes da FIFA 2010 ganhando do Al Wahda pela placar de 4 a 1, e perdendo na semifinal para o clube Italiano, Internazionale pelo placar de 3 x 0. Terminou o torneio na quarta colocação após derrota para o Internacional de Porto Alegre, pelo placar de 4 x 2.
Em 2014, o clube foi comprado pelo governo da cidade de Seongnam sendo então renomeado de Seongnam Ilhwa Chunma FC para Seongnam FC.

## Títulos

### Internacionais
- Liga dos Campeões da AFC: 2 (1996 e 2010)
- Supercopa Asiática: 1996
- Copa do Leste Asiático: 2004

### Nacionais
- Campeonato Sul-Coreano: 7 (1993, 1994, 1995, 2001, 2002, 2003 e 2006).
- Coreano FA CUP : 3 (1999, 2011, 2014)
- Coréia Super Copa: 1 (2002)
- Copa da Liga: 3 (1992, 2004 e 2009)

## Campanhas de destaque
- Liga dos Campeões da AFC: 3º lugar - 2007
- Copa do Leste Asiático: 4º lugar - 2007
- Mundial de Clubes da FIFA: 4º Lugar - 2010